# 제설

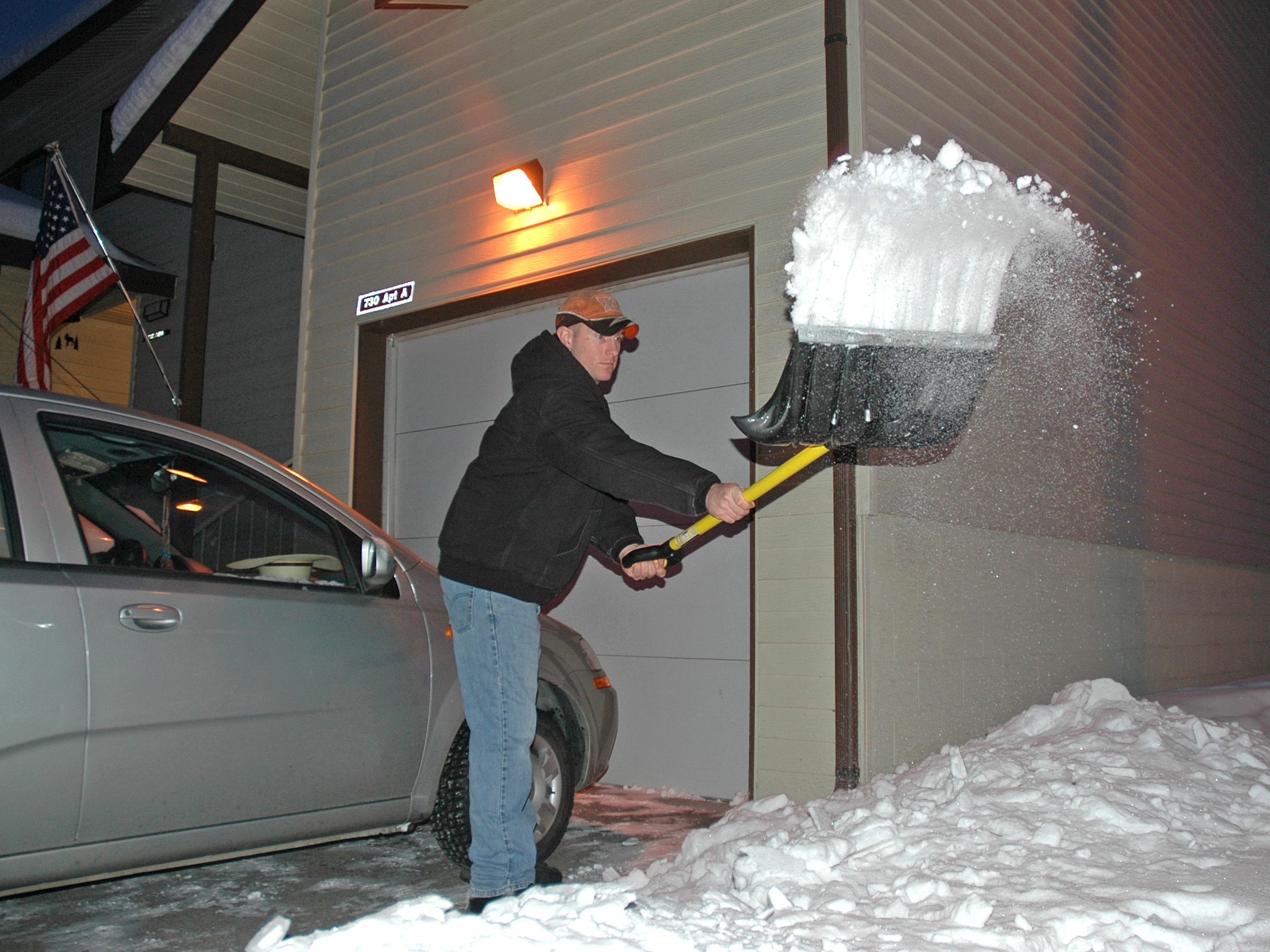
인력에 의한 제설

제설(除雪)은 주로 적설 지역에서 교통이나 장소의 확보 등 겨울의 원활한 사회 활동의 운영을 목적으로 눈이나 얼음을 없애는 것이다. 집의 출입구와 계단 등 기계가 들어갈 수 없는 곳은 인력으로 행해지지만, 도로 및 선로 등의 넓은 곳과 적설량과 제설 범위가 크면 중장비 및 제설기가 사용된다.

## 제빙 및 방빙
제빙은 도로, 공항 활주로, 지붕 또는 기타 표면에서 기존의 눈, 얼음 또는 서리를 제거하는 것으로 정의된다. 여기에는 쟁기질, 진공 청소기로 청소 또는 긁기 등의 기계적 수단과 소금이나 기타 얼음을 녹이는 화학 물질을 적용하는 등의 화학적 수단이 모두 포함된다. 결빙 방지는 얼음과 눈이 표면에 형성되고 부착되는 것을 방지하거나 지연시키기 위해 폭풍이 발생하기 전이나 도중에 얼음을 녹이는 화학 물질로 처리하는 것이다. 소금물 또는 젖은 소금은 일반적으로 눈보라가 시작되기 직전에 적용된다. 적절하게 수행되면 결빙 방지는 필요한 소금의 양을 크게 줄이고 쟁기질을 포함한 기계적 방법으로 쉽게 제거할 수 있다.
도로의 제빙은 역사적으로 모래와 자갈이 섞인 소금을 미끄러운 도로에 뿌리는 제설기나 특별히 설계된 덤프 트럭에 의해 수행되었다. 암염은 가격이 저렴하고 대량으로 쉽게 구할 수 있기 때문에 일반적으로 사용된다. 그러나 소금물은 −18°C(0°F)에서 얼기 때문에 이러한 저온에서는 효과가 없다. 또한 부식을 일으키는 경향이 강하여 대부분의 차량에 사용되는 강철과 콘크리트 교량의 철근이 녹슬게 된다. 최근의 눈 녹이는 곳에서는 염화칼슘, 염화마그네슘과 같은 다른 염을 사용하는데, 이는 물의 어는점을 훨씬 더 낮은 온도로 낮출 뿐만 아니라 발열 반응을 일으키며, 발열 반응이 발산되면 열이 녹는 데 더욱 도움이 된다. 또한 콘크리트 보도의 경우 다소 안전하지만 초과분은 여전히 제거되어야 한다.
최근에는 염분과 관련된 환경 영향을 줄이고 일반적으로 염수 또는 고형물과 함께 도로에 살포할 때 잔류 효과가 더 오래 지속되는 유기 화합물이 개발되었다. 이러한 화합물은 사탕무 정제 또는 에탄올 증류와 같은 농업 작업의 부산물로 생성된다. 이들 유기 화합물 중 일부를 염의 조합과 혼합하면 더 쉽게 퍼지고 더 낮은 온도(-34°C 또는 -30°F)에서 더 효과적인 물질이 생성된다.
1990년대부터 염분을 사용하는 회전식 살포기 대신 노즐을 이용해 도로에 살포하는 액상화학 용해기의 사용이 늘어나고 있다. 액체 용해기는 기존 얼음을 통해 녹는 것보다 얼음이 표면에 결합되는 것을 방지하는 데 더 효과적이다.
몇몇 독점 제품에는 결빙 방지 화학 물질이 포장 도로에 포함되어 있다. VERGLIMIT는 염화칼슘 과립을 아스팔트 포장 도로에 통합한다. 과립은 교통 마모로 인해 지속적으로 노출되며 염화칼슘을 표면으로 방출한다. 이는 눈과 얼음이 포장 도로에 달라붙는 것을 방지한다. 카길 세이프레인(Cargill SafeLane)은 폭풍이나 기타 결빙 상황 중에 방출되는 결빙 방지 염수를 흡수하는 독점적인 포장 표면 처리제이다. 또한 마찰이 높은 표면을 제공하여 견인력을 높인다.
일본 니가타에서는 상대적으로 저렴한 뜨거운 물이 포장도로의 구멍을 통해 거품을 일으키며 눈을 녹이는데, 이 방법은 도시나 마을 내에서만 실용적이다. 일부 개별 건물에서는 지붕 널에 있는 얼음 댐을 방지하거나 아래에 있는 사람에게 엄청난 양의 눈과 위험한 고드름이 무너지는 것을 방지하기 위해 포장 도로나 지붕에 묻혀 있는 전기 가열 요소를 사용하여 눈과 얼음을 녹일 수 있다. 내장된 배관 시스템에서 가열된 액체를 순환시켜 포장 도로의 작은 영역을 얼음 없는 상태로 유지할 수 있다.

## 같이 보기
- 아이스 로드
- 스노 체인
- 제설차